# Quartiere IFCP Fabio Filzi
Il quartiere IFCP (Istituto Fascista Autonomo Case Popolari) Fabio Filzi  (o Quartiere Fabio Filzi)  è un complesso residenziale di Milano, progettato dagli architetti Franco Albini, Renato Camus e Giancarlo Palanti tra il 1935 e il 1938. Il progetto è considerato uno degli esempi più significativi di quartiere razionalista a Milano.
Situato nel quartiere Acquabella, nella zona est di Milano, il complesso è racchiuso tra viale Argonne, via Illirico e via Dalmazio Birago.   

## Storia
Il progetto nasce come un insieme di soluzioni che facevano riferimento ad una concezione moderna dell’abitare fondata sui principi del funzionalismo.
La progettazione urbana all’epoca disponeva i palazzi in modo da creare una netta divisione a cortina tra l’esterno dell’edificio che dava sulla strada e l’interno, spesso rappresentato da un cortile di servizio.
Il quartiere Fabio Filzi prevedeva invece la costruzione di edifici paralleli inseriti all’interno di uno spazio verde comune. Il rigore, l’igiene, il benessere e la funzionalità erano i principi fondamentali: tutti gli alloggi erano infatti dotati di servizi igienici, cucinotto, soggiorno con una loggia privata e zona notte. La disposizione degli ambienti interni fu progettato secondo uno schema estremamente all’avanguardia per l’epoca, seguendo i dettami del razionalismo italiano, corrente sviluppatasi a partire dagli anni venti del XX secolo in collegamento con il movimento moderno internazionale.

## Descrizione
Il complesso è costituito da palazzi tra loro similari, i quali seguono una disposizione ortogonale con orientamento nord-sud per permettere un’ottimale illuminazione delle unità abitative, con esposizione est-ovest. Queste, con metrature che variano dai 25 ai 55 m², sono tutte distribuite a corpo scala, il quale serve tre alloggi di tre diverse metrature realizzati attraverso l’accostamento di elementi modulari. 
Le facciate sono caratterizzate da un estremo rigore vincolato dalla disposizione interna, disegnate dal gioco dei riquadri arretrati delle finestre dei servizi e dalle logge, le quali costituiscono una successione ritmica di pieni e vuoti. Solo le facciate su viale Argonne presentano degli elementi di sporgenza: i balconi delle zone notte. 
Dalle facciate interne emergono i vani scala, illuminati nella parte laterale da delle vetrate a nastro che seguono tutta l’altezza della struttura. All’interno, i gradini a mensola prefabbricati sono realizzati in graniglia di cemento nera. 

## Nella cultura popolare
Nel 1960 il quartiere è stato scenario di alcune riprese del film Rocco e i suoi fratelli, diretto da Luchino Visconti, con Alain Delon. Il quartiere è lo scenario dove la famiglia Parondi, appena arrivata dalla Lucania, trova il primo alloggio nell'umido scantinato dell'allora complesso popolare.